# Poolspitsmuis
De poolspitsmuis (Sorex arcticus)  is een zoogdier uit de familie van de spitsmuizen (Soricidae). De wetenschappelijke naam van de soort werd voor het eerst geldig gepubliceerd door Kerr in 1792.

## Voorkomen
De soort komt voor in Canada en de Verenigde Staten.